# Andehus

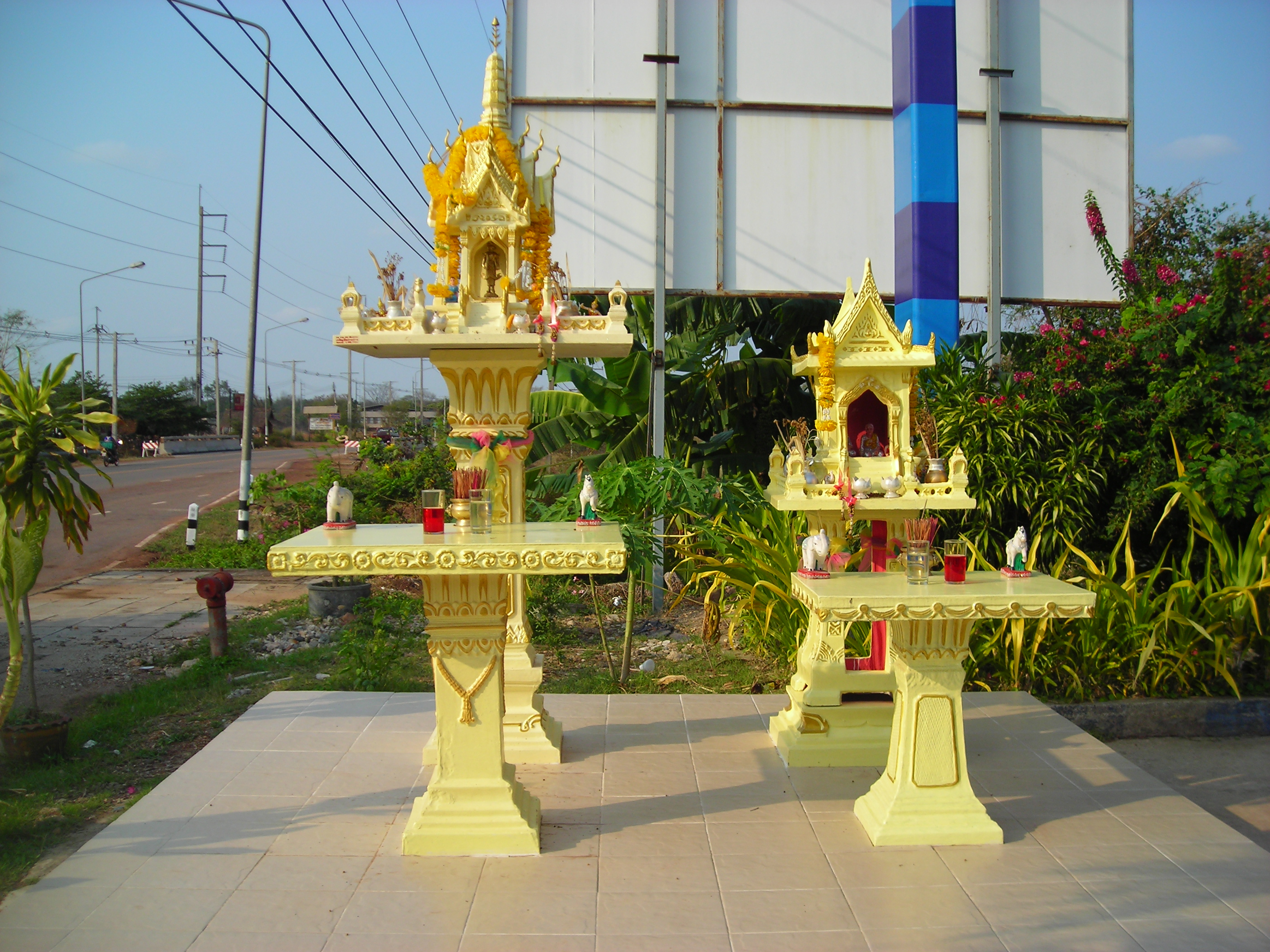
Andehus vid bensinmack i Thailand

Andehus eller san phra phum (thai ศาลพระภูมิ) är helgedomar för naturandar.  De förekommer i Thailand, Laos och Kambodja och är i de flesta fall små. I enstaka fall kan de vara betydligt större.
Det handlar om resterna av en gammal animistisk tro som lever vid sidan om dagens buddhism. En sådan helgedom uppförs så snart en tomt blir bebyggd för att lugna markandarna som har förlorat sin hemvist, och ge dem ett ersättningshem på samma tomt.
Andehus påträffas inte bara i anslutning till boningshus och offentliga byggnader utan även vid heliga platser som grottor, klippor, berg och ovanliga träd. De placeras också vid gator där många olyckor inträffat.